# Simiskina philura
Simiskina philura är en fjärilsart som beskrevs av Druce 1895. Simiskina philura ingår i släktet Simiskina och familjen juvelvingar. Inga underarter finns listade i Catalogue of Life.

## Bildgalleri

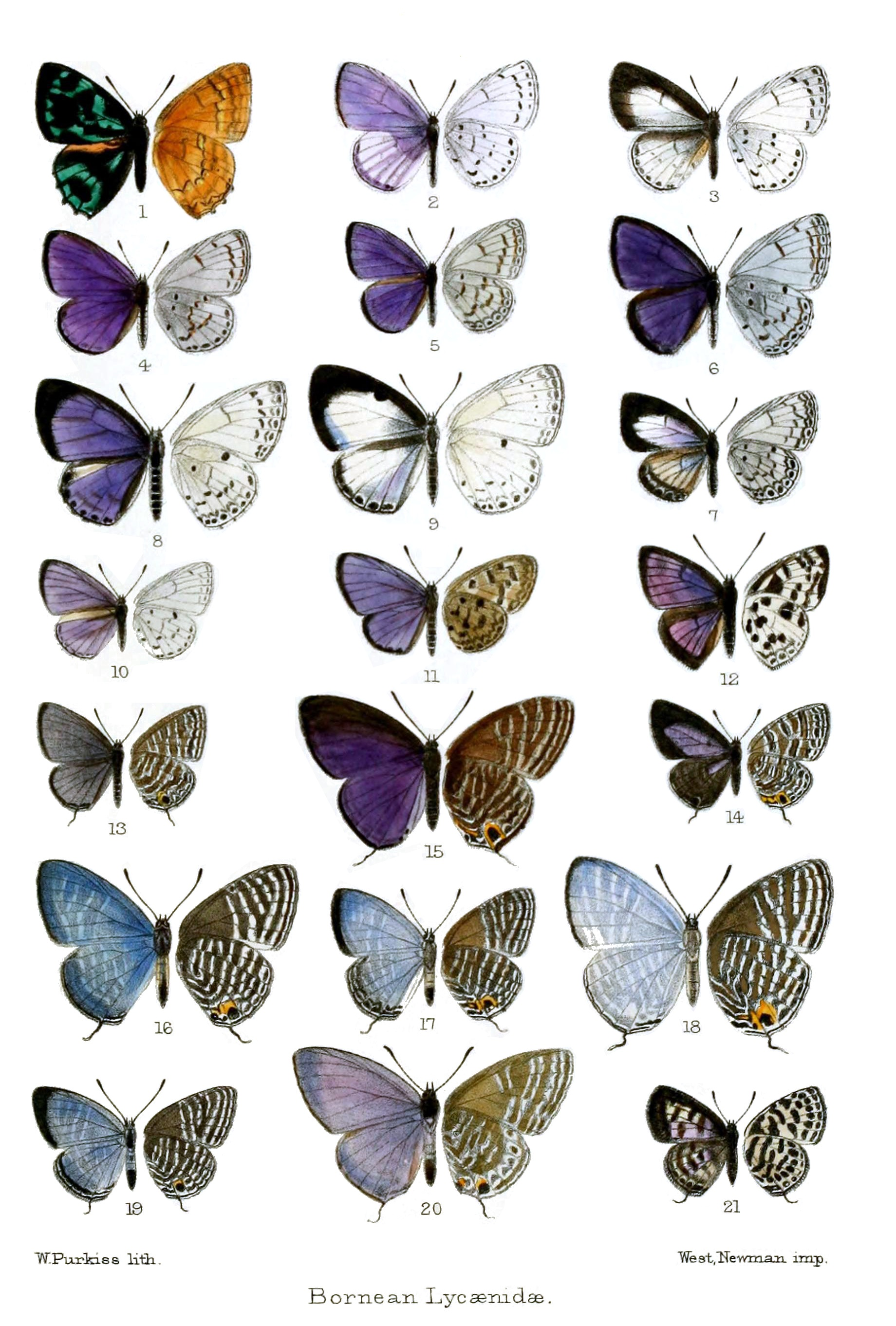
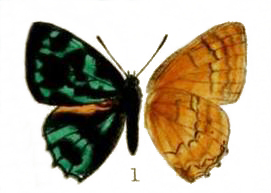